# H. Stuart Hughes
Henry Stuart Hughes (Nueva York, 16 de mayo de 1916 - La Jolla, 21 de octubre de 1999) fue un historiador estadounidense y activista. Se le conoce por su aplicación del psicoanálisis al estudio de la historia:

## Primeros años
Hughes nació con el privilegio de ser el nieto de Charles Evans Hughes, candidato del Partido Republicano para  presidente de 1916, y afirmó en sus memorias que se lo utilizó como un "bebé de campaña" cuando era un bebé. El padre de Hughes fue a la Primera Guerra Mundial cuando Stuart era todavía un niño, volviendo un año más tarde, cuando su hijo tenía tres años. Stuart fue el segundo hijo de sus padres y nació tan sólo 14 meses después de su hermano mayor, Charles Evans Hughes, III; la pareja tuvo más tarde dos hijas también. En 1922, la familia Hughes se mudó a los suburbios de Riverdale, Bronx, Nueva York, donde pasó la mayor parte de su niñez. Esto se interrumpió a principios de 1929, cuando el padre Charles Evans Hughes, Jr. fue nombrado procurador general de Estados Unidos por el nuevo presidente, Herbert Hoover. La estancia de la familia en Washington D. C. fue relativamente breve; Charles Hughes, Jr. se vio obligado a dimitir como fiscal general, cuando su padre fue nombrado Presidente del Tribunal Supremo de los Estados Unidos tras la muerte de William Howard Taft en 1930. Su familia se trasladó a Nueva York. Pronto Stuart fue enviado a un internado en Deerfield Academy. Más tarde asistió al Amherst College, entre 1933 y 1937. Durante su estancia en la universidad, Hughes pasó dos veranos en Alemania en los programas de estudios de verano, que debían servirle de gran utilidad más adelante.

## Inicios de su carrera
Hughes luego asistió a la escuela de posgrado en la Universidad de Harvard, donde escribió su tesis sobre "La Crisis de la Economía Francesa Imperial, 1810-1812." Estaba en París trabajando en esta tesis cuando la Segunda Guerra Mundial comenzó, el 1 de septiembre de 1939. Hughes pronto regresó a Cambridge. Con su nuevo Ph.D., Hughes fue nombrado miembro del profesorado de secundaria en la Universidad de Brown. Permaneció allí un breve tiempo antes de alistarse en el ejército de Estados Unidos como una organización privada. El Ejército reconoció pronto que un historiador que era fluido en francés y alemán serviría mejor al estar en la inteligencia militar que en la artillería de campo. Hughes fue, poco después de Pearl Harbor, nombrado oficial (inicialmente, un subteniente) en lo que era antes de convertirse en la Oficina de Servicios Estratégicos. Durante la guerra, se desempeñó como analista de inteligencia y su trabajo fue en general bien recibido, a pesar de su asociación con opiniones políticas que eran, sobre todo en el contexto del establecimiento militar de los Estados Unidos de la época, de izquierda decididamente. Hughes, por el entonces teniente coronel, fue dado de baja honorablemente del servicio activo en 1946 y pronto fue reasignado como analista de inteligencia civil al volver a Europa. En este papel, él se hizo amigo de un funcionario negro del Departamento de Estado, Ralph Bunche. En el Departamento de Estado, Hughes se lamentó el surgimiento de la mentalidad de la Guerra Fría. A finales de 1947, se fue para volver a Harvard como profesor y como director asociado de su nuevo Centro de Investigación de Rusia. Sin embargo, Hughes sentía que, sin saberlo, sabotearía su carrera allí por su temprano apoyo al exvicepresidente Henry Wallace en su candidatura para presidente en 1948. En 1950, Hughes se casó con su primera esposa, Suzanne, miembro de una familia protestante francesa rica e influyente. Al no ser publicado como historiador a un nivel suficiente para que le permitiera ser promovido, dentro del ambiente de la Universidad de Harvard de la época, y algo marginado por su activismo, Hughes dejó Harvard para ir a la Universidad de Stanford en 1952, en el apogeo de la era McCarthy. 

## Aclamación y el activismo
En California, Hughes tuvo tanto éxito en sus publicaciones, que fue suficiente para animar a Harvard a que lo recontraten; esto sucedió en 1957. Durante esta segunda estancia en Harvard, Hughes se involucró con SANE (entonces el Comité de Política Nuclear Sane, ahora Acción por la Paz). Al principio de este período, también participó en una serie de debates con un profesor joven de Harvard del gobierno, Henry Kissinger. En 1962, Hughes presentó como candidato independiente para los dos últimos años del mandato en el Senado EE. UU. no vencido del presidente John F. Kennedy. Los candidatos principales que se incluyeron fueron los miembros del partido demócrata, Edward M. Kennedy, el hermano menor del presidente y Eddie McCormack, sobrino del Presidente de la Cámara y el republicano George C. Lodge. Hughes recogió más de 72.000 firmas de las exigidas por la ley de Massachusetts para ser colocado en la boleta como candidato independiente; las primarias demócratas de septiembre eliminaron a  McCormick de una mayor contención. Durante la mayor parte de la campaña, Hughes fue tomado en serio, incluso a participar en dos debates televisados con Lodge. (Kennedy, el gran favorito, se negó a participar.) Las posibilidades, aunque mínimas, de que Hughes podría haber ganado las elecciones o incluso haber recibido un amplio apoyo fueron destruidas después de las secuelas de la crisis de los misiles de Cuba, sólo unas semanas antes de las elecciones , en la que el presidente y su otro hermano, Bobby, llevaron a la nación "al borde" de la confrontación nuclear con la Unión Soviética. Un candidato pro-desarme nuclear de repente parecía irreal y fuera de contacto; Hughes recibió menos del dos por ciento de los votos y muchos menos votos de las firmas que había recogido. ("Ted" Kennedy ganó las elecciones estrepitosamente y sirvió hasta su muerte en 2009.) 

## Soporte del psicoanálisis e historia intelectual
Como beneficiario de la misma, Hughes vio el valor del psicoanálisis. Su viuda, Judith Hughes, es un historiadora Europea y psicoanalista. Él, en palabras de su esposa, "no podría haber vivido la vida que hizo, al menos, los últimos más de 40 años de la misma, sin el beneficio del psicoanálisis". Como historiador Stuart Hughes vio un enorme valor de la cosmovisión freudiana aplicada a la historia. En Gentleman Rebelde informó estar cerca de su colega de Harvard Erik Erikson y sirviendo en el "equipo de apoyo" de la Historia intelectual. Cuando Richard Schoenwald estableció el primer boletín de la psicohistoria (la predecesora de la psicohistoria Review), Hughes hizo contribuciones importantes y alentó la dirección nueva y audaz de la publicación. Un bibliógrafo importante de la psicohistoria, William Gilmore, llama "Historia y Psicoanálisis: La Explicación de Motive,". "Lectura obligada" en el libro de Hughes, La historia como arte y como ciencia (1964), un "clásico" e indispensable.  Las memorias de Hughes son particularmente reveladoras, ya que no comienza su relato con cualquier mención de su distinguida familia, sino con una pregunta de su psicoanalista, Avery Weisman. 

## Carrera posterior
A principios de 1963, Suzanne le pidió el divorcio. En el otoño de 1963, Hughes aceptó convertirse en copresidente de la organización SANE, junto con un renombrado pediatra y compañero activista Dr. Benjamin Spock. En marzo de 1964, Hughes se casó con su segunda esposa, Judy, quien inicialmente había conocido como una de sus estudiantes de la escuela de posgrado. Como SANE amplió sus actividades antinucleares para incluir activismo anti Guerra de Vietnam, Hughes fue calificado por la Oficina de Pasaportes del Departamento de Estado como un potencial subversivo. También se encontró en una posición cada vez más aislada en la facultad de Harvard, se opuso tanto a la guerra de Vietnam y también muchas de las acciones que comenzaron a tomarse en oposición a ella. Hughes, sin embargo, sirvió como el único presidente de SANE 1967-1970 después de Spock renunció a su presidencia conjunta. Hughes también se asoció con el apoyo masculino para el feminismo. En parte, esto parece haber sido motivado por su percepción de la discriminación académica en contra de su esposa después de que ella se había ganado su propio doctorado. Fue esta la discriminación que, en gran medida, parece haber dado lugar a la salida de Hughes de la Universidad de Harvard para la Universidad de California en San Diego; a diferencia de su primera salida de Harvard, no podría ahora estar relacionado con el hecho de no haberse publicado lo suficiente. Se mudaron a San Diego en 1975; Hughes enseñó en UCSD hasta tomar estado emérito en 1989 y murió en el suburbio de La Jolla (sitio real del campus UCSD), después de una enfermedad prolongada, en 1999.